# Enregistrement Public
Enregistrement Public es el segundo álbum en directo oficial de la banda chilena Quilapayún, publicado en 1977 en vinilo doble y casete. Su título está en francés y significa «grabación pública».

## Lista de canciones
| N.º | Título                                                | Letras             | Música                      | Duración |  |
| 1.  | «Patria de multitudes» (1a versión; del álbum Patria) | Hernán Gómez       | Eduardo Carrasco *          |          |  |
| 2.  | «Venceremos»                                          | Claudio Iturra     | Sergio Ortega               |          |  |
| 3.  | «Chacarilla» (de El pueblo unido jamás será vencido)  | popular            | popular & Illapu (arreglos) |          |  |
| 4.  | «Duerme, duerme negrito» (del álbum Quilapayún 3)     | Atahualpa Yupanqui | Atahualpa Yupanqui          |          |  |
| 5.  | «La bola» (del álbum X Vietnam)                       | popular cubana     | popular cubana              |          |  |
| 6.  | «Mi Patria» (del álbum Patria)                        | Fernando Alegría   | Eduardo Carrasco *          |          |  |
| 7.  | «Vals de Colombes» (del álbum Patria)                 | instrumental       | Eduardo Carrasco *          |          |  |
| 8.  | «Las obreras» (del álbum Quilapayún 5)                | popular            | popular                     |          |  |
| 9.  | «Angola»                                              |                    |                             |          |  |
| 10. | «Libertad, libertad»                                  |                    |                             |          |  |

* Arreglos por Quilapayún.

## Créditos
Quilapayún
- Eduardo Carrasco
- Carlos Quezada
- Willy Oddó
- Hernán Gómez
- Rodolfo Parada
- Hugo Lagos
- Guillermo García